# Famille de Courcelles
La famille de Courcelles est une famille de noblesse d'extraction que l'on trouve établie au XIVe siècle en Champagne au service des ducs de Bourgogne. À la fin du XIVe siècle, elle hérita par alliance de la seigneurie de Saint-Liébault dans l'Aube et à la fin du XVe siècle de la coseigneurie de Tanlay dans l'Yonne qu'elle conserva jusqu'à son extinction en ligne légitime en 1534.
Elle est donnée habituellement comme originaire de Champagne,, mais elle apparait reliée à un Pierre de Courcelles « garde de la forêt de Neuville »  près d'Orléans en 1342, qui possédait en 1348 le fief de Courcelles à Courcelles-sur-Seine dans l'Eure.
Sa filiation certaine remonte à Jean de Courcelles († avant 1440). Il était peut-être le fils de Pierre de Courcelles, enquêteur et maître des eaux et forêts de Champagne en 1375.
La famille de Courcelles s'éteignit en ligne légitime en 1534 avec Edme de Courcelles (arrière-petit-fils du précédent), mort sans postérité de son mariage avec Françoise Ysoré, mais une descendance naturelle « bâtarde » subsista au moins jusqu'en 1608.
Le nom « de Courcelles » fut pris à partir du XVIIe siècle par une famille « Guillaume » (éteinte au XIXe siècle) après une alliance avec une fille de la descendance naturelle de la famille de Courcelles.

## Origine
Les sources diffèrent sur l'origine de Jean de Courcelles (né vers 1370 et mort avant 1440), marié en 1395 à Marguerite de Fontenay, qui lui apporta entre autres la seigneurie de Saint-Liébault dans l'Aube, fille de Nicolas de Fontenay († 1396), riche financier au service du duc de Bourgogne et du roi de France, originaire de Fontenay  près de Troyes dans l’Aube où il possédait de nombreux biens.
On ne connait aucun acte attestant de la filiation de Jean de Courcelles, on ne connait pas non plus d’actes le reliant à une seigneurie avant son mariage en 1395 avec Marguerite de Fontenay.
Jean de Courcelles est identifié pour la première fois en 1386 en Bourgogne comme écuyer et valet servant de l'écuelle du duc de Bourgogne Philippe Le Hardi puis en 1389 et 1391 comme panetier du duc. On le trouve ensuite en Champagne où il résigne le 6 mars 1399 « l’office de la garde et gouvernement des château et terre de Beaufort en Champagne » que reprendra son beau-frère Pierre de Fontenay.
Le 23 mai 1398 le duc Philippe de Bourgogne reçut foi et hommage de son panetier Jean de Courcelles pour la moitié du château et de la terre de Saint-Liébault qu’il venait d’acquérir de son beau-frère Guillaume des Boves, écuyer tranchant du duc de Bourgogne et de sa belle-sœur Jeanne de Fontenay. À cette date il est seigneur (du chef de sa femme) des terres de Saint-Liébault et de Pars-lès-Chavanges dans l’Aube.
Le plus ancien acte connu où Jean de Courcelles est désigné « seigneur de Courcelles » est un certificat du 13 juillet 1398 de « Pierre Chemin, escuier, lieutenant de Jean, seigneur de Courcelles et de Saint-Liébault, gruier du duc en ses terres de Champagne » puis en 1399 dans une quittance au receveur des terres de Beaufort « Jean de Courcelles, escuier, seigneur dudit Courcelles et gouverneur desdites terres pour le duc ». Les actes ne précisent pas quelle est la seigneurie de Courcelles, ce n'est que le 2 juillet 1410, que sa localisation nous parvient, le chambellan du roi nomme trois procureurs chargés de rendre en son nom foi et hommage de la terre et fief de Courcelles à l'archevêque de Rouen, l'édit de Pierre des Essarts, prévôt de Paris qui accompagne l'aveu mentionne qu'il est question de la terre de « Courcelles Lez Andelys sur Saine » soit Courcelles-sur-Seine dans l'Eure, ce que confirme un second aveu rendu en 1434 où cette fois « Jehan de Courcelles, seigneur dudit Courcelles, de Saint-Liébault » délimite sa terre de Courcelles « entre la rivière de Saine d'un costé et la forest du roy et d'un bout le dismage de Pormor et d'autre le dismage de Bouafle » tout en précisant qu'il demeure en son manoir de Courcelles.
Selon certaines sources, Jean de Courcelles est d'origine champenoise, et tire son nom  du bourg de Courcelles à Neuvy-Sautour dans l'Yonne ou de la terre de Courcelles près de Brienne-le-Château dans l'Aube où, en 1393, son beau-père Nicolas de Fontenay avait acquis les droits appartenant à Pierre de Chaumesnil.
- Dès le XIIe siècle on trouve des porteurs du nom de Courcelles dans l'Aube :
- En 1202, Anseau de Courcelles, neveu de Geoffroy de Villehardouin, né à Courcelles, canton de Brienne-le-Château, prit part à la croisade[13].
- En 1302, Pierre de Courcelles est bourgeois d’Ervy-le-Châtel[14].
- En 1353, le seigneur Jean de Courcelles agrandit l’ermitage Notre-Dame-du-Hayer à Chennegy[15].

Eugène Lambert, auteur de Recherches historiques sur Tanlay écrit « L’alliance du nouveau seigneur de Tanlay [Philippe de Courcelles] avec les Chamigny s'explique facilement par les rapports de voisinage (...) En effet, la terre dont Philippe portait le nom, située à la base de la colline où est bâti le bourg de Neuvy, se trouvait à une faible distance du château de Sautour. Comme les Chamigny, les Courcelles étaient donc originaires de la Champagne, et leurs biens situés en grande partie dans le bailliage de Troyes. Ils passèrent au service des ducs de Bourgogne en 1328, date à laquelle Philippe de Valois assigna à Jeanne de France, fille de Louis-le-Hutin et femme du duc Eudes IV, la châtellenie de Chaource, en compensation de ses droits sur le comté de Champagne. L'un d'eux, Jean de Courcelles, fut nommé, en 1397, gruyer de Philippe-le-Hardi, en remplacement de Jean de Mussy, décédé. C'était le père du seigneur de Tanlay ».
Selon ces mêmes sources Jean de Courcelles « était peut-être fils de Pierre de Courcelles, enquêteur et maître des eaux et forêts de Champagne en 1375 » (le père Anselme indique que Pierre de Courcelles, chevalier, est qualifié maître et enquêteur des eaux et forêts du roi, dans des mandements du 15 septembre 1367; 2 septembre 1370 et 21 octobre 1373).

### Filiation supposée
Selon Alain Noël, auteur d'un ouvrage sur la famille de Courcelles, les deux générations qui précèdent Jean de Courcelles, marié à Marguerite de Fontenay (dite sa veuve en 1440) seraient:
1. Pierre de Courcelles « garde de la forêt de Neuville » près d'Orléans, dont le sceau sur une quittance de 40 livres sur les exploits de la forêt de Neuville délivrée le 24 novembre 1342 au receveur du bailliage d'Orléans est un écu à « Trois croissants, supporté par deux oiseaux dans un quadrilobe »[17]. En 1348, est établi un vidimus du privilège accordé par Jean duc de Normandie à « Pierre de Courcelles, écuyer, maître de la garde de Neuville en la forêt d’Orléans et à ses successeurs dans la seigneurie de Courcelles » à Courcelles-sur-Seine dans l'Eure, pour « le pasnage et pasturage en nostre forest d'Andeli (Les Andelys) jusques au nombre de vint bestes, buefs, vaches ou pors »[18]. Il serait le père de :
2. Pierre de Courcelles, seigneur de Courcelles et de la Baguelande en 1376, maître et enquêteur des eaux et forêts, cité en 1366 à Rouen en Normandie avec un écu à « Trois croissants, penché, timbré d’un heaume, cimé d’une tête de cerf, supporté par deux lions »[19]. (Selon certaines sources, il s'agit du même que Pierre de Courcelles « garde de la forêt de Neuville » près d'Orléans en 1342[20]).

Charpillon dans son Dictionnaire historique de toutes les communes du département de l'Eure écrit : « Dans une enquête de 1330, sur les fiefs de l'archevêque, tenus dans le Vexin, on trouve Pierre de Courcelles, autrement d'Ecos, escuyer, qui peut-être tenait à Écos le fief relevant de l’Isle à Gisors, propriété de l'archevêque. Il est possible qu’il fut seigneur de Courcelles-sur-Seine (aussi dans l'Eure) qui relevait de Fresnes, autre propriété des archevêques ».
Le plus ancien auteur connu de la filiation supposée serait donc Pierre de Courcelles que l'on trouve « garde de la forêt de Neuville » en Orlénais en 1342.
L'auteur retient cette origine car par deux fois en juillet 1410 et septembre 1434, Jean de Courcelles, seigneur de Saint-Liébault, chevalier, conseiller et chambellan du roi rendit aveu à l'archevêque de Rouen d'un quart de fief de haubert, du manoir de Courcelles et de treize masures à Courcelles-sur-Seine dans l'Eure, son sceau comprend alors le même écu aux trois croissants que les précédents seigneurs de Courcelles à savoir « Trois croissants sur un champ de rinceaux, penché, timbré d'un heaume, cimé d'un croissant dans un vol, supporté par deux lions ». Dix-huit ans plus tard, le 29 septembre 1452, son fils, Pierre de Courcelles, chevalier, rendit aussi aveu à l'archevêque de Rouen d'un quart de fief de haubert « dit de Courcelles sur la paroisse du même nom et à Port-mort et aux environs », avec un sceau aux armes identiques.
En plus de la continuité héraldique, il s'appuie également sur une vente datée de 1481 faite par Philippe de Courcelles, seigneur de Saint-Liébault et Courcelles à Richard Guère d'1/8 du fief de la Baguelande en la paroisse des Andelys. Ce fief détenu par le seigneur de Saint-Liébault est alors présenté comme un héritage ancestral parvenu du maitre et enquêteur des eaux et forêts Pierre de Courcelles, seigneur de la Baguelande en 1376.

### Porteurs non reliés du nom «de Courcelles» dans leVexin normand
On trouve aux XIIe siècle et XIIIe siècle dans le Vexin normand des porteurs du nom « de Courcelles » qui portent des armes différentes de celles portées par la famille de Courcelles dans l'Aube à la fin du XIVe siècle et dont le rattachement n'est pas établi : 
- Gautier de Courcelles, sénéchal du Vexin sous Philippe Auguste en 1188[25].
- Gautier (ou Gaucher) de Courcelles, écuyer et sénéchal du comte Guillaume de Sancerre en 1209[26].
- Gautier de Courcelles, chevalier, approuve en mars 1265 la vente faite à l'archevêque de Rouen par Pierre de Blamercourt, Hugues du Plessis, chevaliers et Pierre de Blarru, écuyer, exécuteurs testamentaires de Catherine, sa femme, du tiers des héritages de cette dame, situés sur le territoire de Louviers[27]. Son sceau est un écu « au croissant, accompagné de six merlettes, trois en chef et trois en pointe »[28].
- Jean sire de Courcelles en 1292 dont le sceau est aussi un écu « au croissant, accompagné de six merlettes, trois en chef et trois en pointe » (amortissement en août 1292 d'une dîme au profit de la chapelle de Monneville[29].

## Descendance de Jean de Courcelles (mort avant 1440)
Jean de Courcelles (né vers 1370 et mort avant 1440), écuyer et chevalier, seigneur de Courcelles, seigneur de Saint-Liébault et Pars-les-Chavanges dans l'Aube (du chef de sa femme). Marié en 1395 à Marguerite de Fontenay,, fille de Nicolas de Fontenay († 1396), riche financier au service du duc de Bourgogne et du roi de France, originaire de Fontenay en Champagne près de Troyes dans l’Aube ( Champagne) où il possède de nombreux biens. Jean de Courcelles et son beau-frère Pierre de Fontenay font partie des commissaires et réformateurs généraux du royaume nommés par Charles VI en septembre 1419, chargés de la connaissance du meurtre du duc de Bourgogne Jean sans Peur.
Partisan du duc de Bourgogne Jean-sans-Peur lors du conflit entre Armagnacs et Bourguignons, Jean de Courcelles fit partie des seigneurs qui prirent part à l'expédition du duc de Bourgogne Jean Sans Peur contre les Liégeois, en 1408. Le duc d'Orléans le désigna au Charles VI, comme l'un des traîtres qui l'entouraient et demanda son éloignement. Il fut de ceux qui s'enfuirent de Paris à la suite de la sédition contre les Bourguignons au mois d'août 1413. Henri V le cite comme un de ceux qui prirent la plus grande part au siège de Melun en 1420. Il fut notamment échanson et panetier du duc de Bourgogne Philippe le Hardi, conseiller et chambellan du duc de Bourgogne Jean sans Peur et du roi de France Charles VI, conseiller au Grand Conseil, conseiller du roi d'Angleterre Henri VI et maître d'Hôtel du duc de Bedford.
En 1396, Marguerite de Fontenay hérite de son père de la moitié de la seigneurie de Saint-Liébault, de celle de Pars-les-Chavanges, des terres du Grand et Petit Valcon, de celle du Val-Coquatrix à Saint-Germain-lès-Corbeil et d'une rente sur une maison rue Saint-Denis à Paris. En 1398 Jehan de Courcelles et sa femme achètent à Guillaume des Boves et à Jehanne de Fontenay l'autre moitié du château et des terres de Saint-Liébault et font hommage au duc de Bourgogne pour cette seigneurie le 23 mai 1398, juste après avoir vendu Val-Cocatrix. Jean de Courcelles et Marguerite de Fontenay font donation en 1435 des terres et seigneuries de Saint-Liébault, Thuisy, Valcon et Chennegy à Pierre de Courcelles, leur fils. En 1423, le roi d’Angleterre Henri VI donne à Jean de Courcelles de nombreuses seigneuries toutes situées en Brie (le château de Blandy, la Chapelle-Gautier, Mormant, Roissy, une terre à Marly, Nantouillet, la Borde, Lumigny etc.) et une maison à Paris, confisquées sur d’autres seigneurs.
Jean de Courcelles mourut avant 1440, car à cette date Marguerite de Fontenay, dite sa veuve, obtint l'autorisation de reconstruire la maison seigneuriale de Saint-Liébault détruite lors de la guerre du duc de Bourgogne. 

Enfants : Pierre qui suit, Jeanne, mariée à Pierre de Chamigny, seigneur de Sautour, Marguerite, mariée en 1436 à Jean de Veelu, seigneur de Foujon, Marie, mariée à Guillaume de Melun.

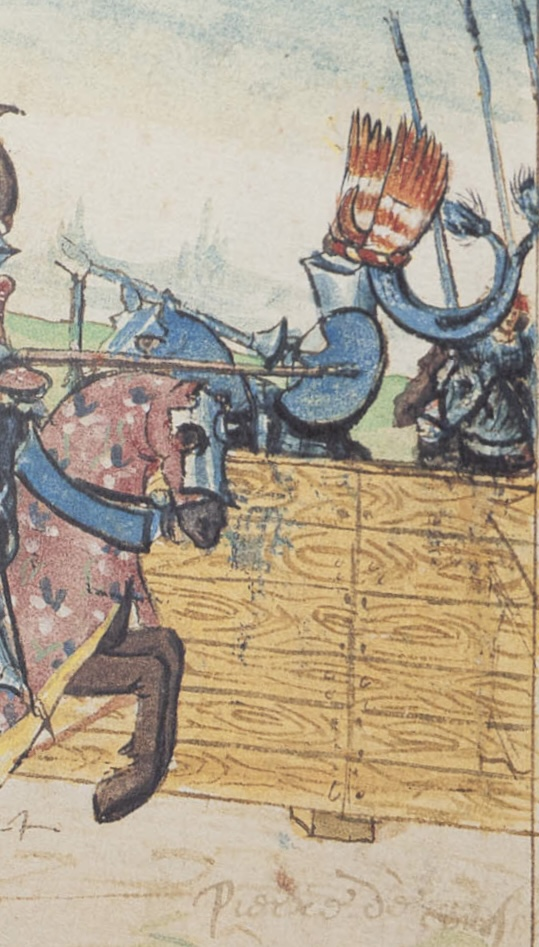
Pierre de Courcelles, seigneur de Courcelles et de Saint-Liébault participant au Pas de Saumur en 1446 (Miniature issue du Manuscrit du Pas de Saumur, vers 1450).

- Pierre de Courcelles (ca 1400 - 8 décembre 1474[4],[40]), chevalier, seigneur de Courcelles, Saint-Liébault, Alincourt, Messon, Thuisy, Chennegy, Villemoiron etc. En 1446, alors écuyer de l'hôtel du roi Charles VII, il participe comme assaillant au Pas de Saumur[41], tournoi de chevalerie organisé par le roi René d'Anjou, il s'y présente « armé et houssé d'azur, le bourlet et le volet de mesme et pour cimier un croissant de gueules entre un double vol d'argent et de gueules »[42] et affronte Jean de Séraucourt, capitaine de Tarascon pour le duc d'Anjou . En 1461, il reçoit du roi Charles VII les terres d'Ervy-le-Châtel et de Dampremoye au bailliage de Troyes[43]. Marié en 1435 avec Pregente de Melun-La Borde, qui fut dame d'honneur de la reine Marie d'Anjou[44] et confidente de la dauphine de France, Marguerite d'Écosse.
  - Enfants : Philippe qui suit, Jean, prêtre (vivant en 1518), Éléonore, mariée à Jean III de Coligny-Châtillon et morte en juin 1510 à l'hôtel épiscopal de Saint-Lyé alors qu'elle se rendait en pèlerinage (dont Gaspard Ier de Coligny, maréchal de France en 1516, marié à Louise de Montmorency), Louis, chanoine et archidiacre de l'église Saint-Étienne de Troyes († 14 mars 1514)[45],[46], Agnès, mariée à Quentin de Doucigny, Prégente, mariée à Guillaume de Soupplainville et Catherine († 1518), abbesse de Notre-Dame-aux-Nonnains de Troyes et abbesse du Paraclet. Il eut également deux enfants illégitimes [47] : Louis et Philippe († 1530) « bâtard de Courcelles », seigneur de La Motte d'Oiselet à Neuville-sur-Vanne[48].

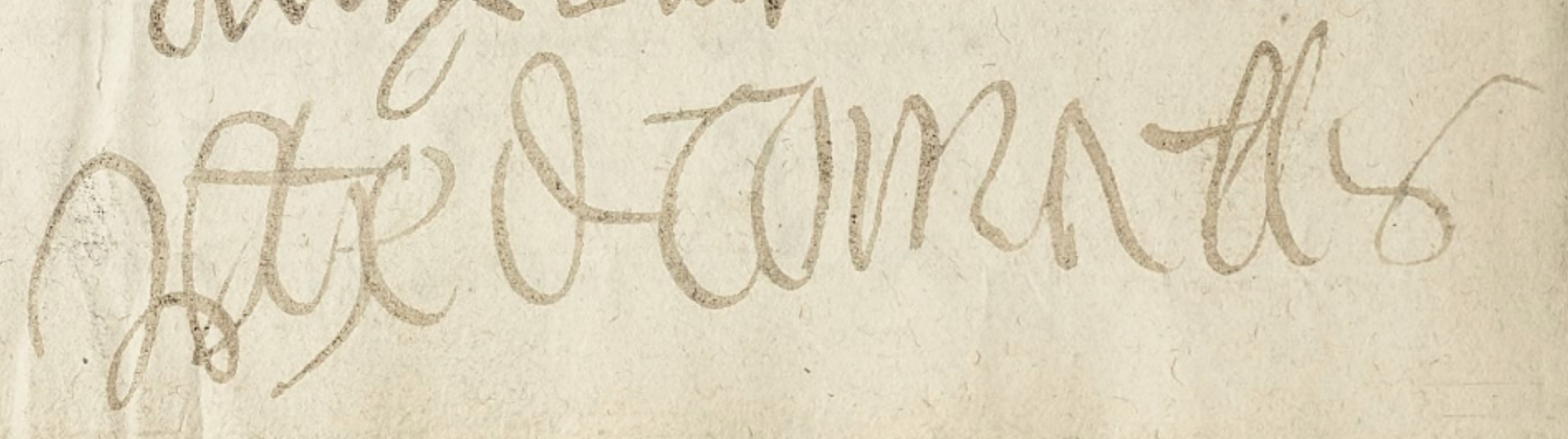
Signature de Philippe de Courcelles, seigneur de Saint-Liébault et Tanlay (vers 1510).

- Philippe de Courcelles (ca 1440 - † 3 mars 1518 ou 1519)[49], écuyer, seigneur de Courcelles-sur-Seine (qu'il vend à la fin du XVe siècle par contrat passé devant deux notaires du Châtelet de Paris à Richard Guère, bourgeois et procureur de la terre de Gaillon pour l'archevêque de Rouen, Guère est seigneur de Courcelles en 1502[50],[51],[52]. Philippe de Courcelles vendit aussi à Richard Guère, le 12 janvier 1481, 1/8 de fief assis au hameau de la Baguelande), seigneur de Saint-Liébault, Alincourt, Aillefol, Nantouillet, etc. Il est aussi seigneur de Tanlay, Ravières, Paisson et Saint-Vinnemer du chef de sa femme Philiberte de Chamigny († avant 1486), héritière et dame desdites terres. Il fut lieutenant du  gouverneur de Champagne[53]Jean d'Albret, sieur d'Orval et nommé capitaine de Reims par lettre royale en 1501[54].
  - Enfants : Georges († 1506), Edme, qui suit et Catherine, dame d’Aillefol († 1533), mariée à Claude de Ray.
- Edme de Courcelles (ca 1475 - † 14 février 1534), écuyer, seigneur en partie de Saint-Liébault, Tanlay, Ravières, Saint-Vinnemer[55], Paisson (dont il fonde le hameau en 1520), Foiseul, Nogent et Les Jarries à Gigny, Sennevoy-le-Haut en partie, seigneur de Chennegy, Dierrey-Saint-Pierre, Villemoiron etc.[56]. Il participe en 1515 à la Bataille de Marignan[57]. Il épousa le 8 août 1530, Françoise Ysoré dont il n'eut pas d'enfants (en 1535, sa veuve épouse en secondes noces Antoine de Béthune, seigneur de Mareuil)[58]. Françoise Ysoré, dame douairière de Saint-Liébault[59], teste le 10 juin 1554[60], morte sans descendance, elle nomme parmi ses légataires Marguerite de Bourbon femme du duc de Nivernais.

### Non rattachés
- Perrette de Courcelles (vers 1490- avant 1552), dame de Neuville, fille de Georges de Courcelles et épouse en premières noces (1514) de Guillaume Drouart, écuyer, seigneur de Rochefort puis de Jacques d'Auquoy, chevalier, seigneur de Fay-aux-Loges. La seigneurie de Neuville, limitrophe de celle de Saint-Liébault était détenue au début du XVIe siècle par Perrette de Courcelles qui l'avait reçut en 1514 de son père Georges de Courcelles. En 1552, Jean d'Auquoy, seigneur de Neuville, fils et héritier de Perrette de Courcelles, déclare lors d'un aveu au duc de Nivernais qu'il tient à cause de sa terre et son château de Neuville, le fief de Maugé avec les "hoirs [héritiers] du feu seigneur de Saint-Liébaut [Edme de Courcelles, seigneur de Saint-Liébault et Tanlay]". À noter que l'ancêtre des Courcelles, Nicolas de Fontenay, seigneur de Saint-Liébault, possédait plusieurs terres à Neuville (1366) et acquit une partie du fief de Loigny à Neuville en 1371.
- Georges de Courcelles, écuyer, seigneur de Neuville-sur-Vanne, Champrond, Les Maisons Jannets, Soicheville (fiefs de Neuville), Bourg de Partie et époux de Jeanne de Comberelles (Comberel, Combarel).
- Jacques de Courcelles, chevalier de Malte mentionné en 1635.
- Jeanne de Courcelles (1535-1608), damoiselle inhumée en l'église de Rugny et dite descendante de la maison de Saint-Liébault.
- Noble Personne Philippe de Courcelles, archer des ordonnances du roi en la compagnie du gouverneur de Champagne en 1515 et propriétaire à Pimelles.

## Descendance naturelle présumée d'Edme de Courcelles (mort en 1534)
Edme de Courcelles, seigneur de Saint-Liébault etc. mort en 1534 n'eut pas d'enfants de son mariage avec Françoise Ysoré et fut le dernier mâle de sa famille en ligne légitime, mais une descendance naturelle continua avec Jean « bastard de Courcelles » (fils ou frère du précédent) et Catherine de Courcelles femme de Martin Chevalier, écuyer (d'où postérité), servante en 1533 de Catherine de Courcelles, dame d'Aillefol (femme de Claude de Ray), puis « damoiselle servante » de Marguerite de Veelu entre 1540 et 1549.
Le 14 juin 1533, Catherine de Courcelles, dame d'Aillefol, lègue à Jean et Catherine « donnés de Courcelles » 200 livres tournois et une rente de 12 francs sur la terre et seigneurie de Saint-Vinnemer. Puis le 16 avril 1549, Marguerite de Veelu († après 1561), dame de Foujon et d'Anglure (petite-fille de Jean de Veelu et de Marguerite de Courcelles) donne la somme de 1000 livres tournois à Catherine de Courcelles "naguères sa damoiselle servante" demeurant à Saint-Liébault.
Jean « bastard de Courcelles » (ca 1495-† vers 1575), écuyer, archer au ban et arrière ban du bailliage de Troyes en 1540, épousa vers 1520 Gabrielle du Mas, dame en partie de Villiers-Vineux, dont il eut vraisemblablement une descendance.
Jean « bastard de Courcelles » reçu par acte de donation du 27 avril 1528 d'Edme de Courcelles, seigneur de Tanlay, une pièce de terre appelée La Grande-Laume et d'autres biens situés à Saint-Vinnemer ainsi qu'un droit d'usage en la rivière et un droit de pâturage au même lieu. Il reçut aussi par d'autres donations d'Edme et Catherine de Courcelles, dame d'Aillefol, sa sœur, des biens à Paisson et Saint-Vinnemer,. Un feuillet joint à l'acte de donation du 27 avril 1528 le cite comme « bâtard dudit seigneur [Edme de Courcelles] », mais dans l'acte lui-même Edme de Courcelles ne précise pas leur lien de parenté et déclare juste procéder à cette donation « pour le bonne amour et dilection naturelle qu'il et disoit avoir à Jehan, bastard de Courcelles, escuier ».

Il fut seigneur de Plancy à Saint-Vinnemer, de Villiers-Vineux en partie, de Ravières en partie et de Messon en la paroisse de Chennegy, terres qu'il ne détient plus en 1568. Il resta néanmoins usufruitier du fief de Plancy et de sa partie dans la seigneurie de Ravières (1/10 des trois sur cinq parts) jusqu'à sa mort, possessions données à François de Coligny d'Andelot en 1553. En 1546, Louise de Montmorency le nomme procureur pour rendre hommage en son nom des seigneuries de Tanlay et Paisson au prince François d'Orléans, puis en 1575, « âgé de 80 ans et plus », il déclare avoir perçu un revenu annuel de 45 livres et 7 sols pour le fief de Plancy à Saint-Vinnemer. À cette date, il est le dernier représentant formellement identifié de la famille de Courcelles en ligne naturelle.

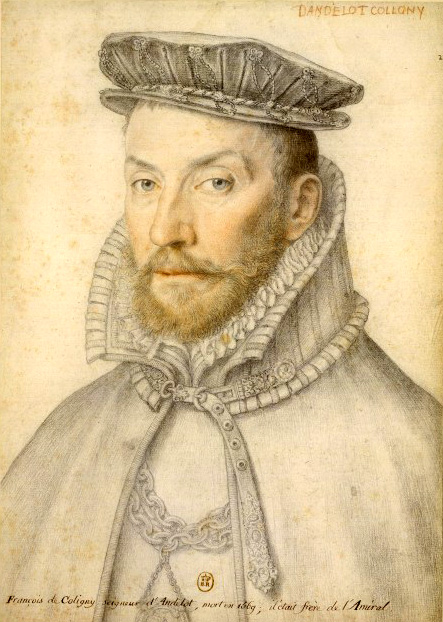
En 1553, François de Coligny, frère de l'Amiral de Coligny, reçoit par donation de Jean de Courcelles, les biens qu'Edme et Catherine de Courcelles avaient donnés au bâtard de Courcelles.

Un arbre généalogique rédigé de la main de Gaignières conservé au Cabinet des titres le place aux côtés d'Edme de Courcelles avec la mention « Jean de Courcelles S. de Messon her [héritier] du costé paternel dud. [dudit] Esme, 1544.».
Eugène Lambert dans Recherches historiques sur Tanlay écrit : « Il [Edme de Courcelles] avait auprès de lui un bâtard de son nom appelé Jean, son fils ou frère naturel, car son degré de parenté ne nous est pas exactement connu, auquel il portait la plus tendre affection. ».
Alain Noël dans son ouvrage retient la paternité d'Edme de Courcelles et écrit « la nature des biens qui constitue le patrimoine du seigneur Jean de Courcelles, relève de l'héritage des Courtenay, et au plus haut de l'estoc des Plancy. Il parait donc inconcevable que Jean de Courcelles n'en soit pas le descendant (...) Ces donations de fiefs qui avaient appartenu à des lignages d'extraction royale ne pouvaient se faire que dans une dimension dynastique, sans quoi, après la disparition d'Edme de Courcelles, les protestations des autres héritiers eussent été inévitables. Il faut donc exclure que Jean de Courcelles ait pu être un des enfants naturels de Philippe de Courcelles, père d'Edme, ce qui l'aurait probablement empêché de succéder aux Chamigny / Courtenay ».
On note cependant que même si Edme de Courcelles « voulu lui créer une situation indépendante », il ne fit pas donation à Jean « bastard de Courcelles » des seigneuries de Tanlay, Ravières, Saint-Vinnemer etc., héritage de la famille de Courtenay venu de la famille de Chamigny : par testament du 20 décembre 1522, Edme de Courcelles désigna comme son légataire universel son cousin Jean de Chamigny, chevalier, seigneur de Briare, et par un codicille à son testament en date du 13 février 1533, il institua héritier pour un tiers de ses biens Claude des Essarts, son cousin, dont l'épouse Gabrielle de Gouffier était issue par sa mère de la famille de Chamigny (les deux autres tiers de sa succession devant revenir dans la ligne paternelle, aux descendants de Pierre de Chamigny).

### Descendance naturelle présumée de la famille de Courcelles à Pimelles
À la mort du seigneur de Tanlay et Saint-Liébault, Edme de Courcelles, en février 1534, on crut qu'il ne restait de représentants de la maison de Courcelles que Jean, bâtard de Courcelles, seigneur de Ravières et de Plancy à Saint-Vinnemer en 1575 et Catherine de Courcelles, damoiselle servante de Madame de Veelu en 1549 à Saint-Liébault, on considéra après ces individus cette famille comme éteinte. Nous savons aujourd'hui qu'une descendance naturelle continua au moins jusqu'au début du XVIIe siècle avec Damoiselle Jeanne de Courcelles dont l'épitaphe est encore visible en l'église de Rugny (village limitrophe de Tanlay). L'inscription rappelle que cette "damoizelle" morte le 14 juin 1608 à 73 ans descendait de la "maison de Saint Liébaud", ses armes  aussi gravées représentent celles des seigneurs de Tanlay et Saint-Liebault. Sans équivoque, cette femme née en 1535 descendait de ces seigneurs mais aucune généalogie ne la mentionne (notons cependant que Maximilien Quantin mentionne son inscription tumulaire en 1868 mais ne la retranscrit pas) on peut donc légitimement suspecter qu'elle soit issue d'un bâtard de la maison de Courcelles qui continua la lignée durant le XVIe siècle.
À quelques kilomètres de Rugny, Alain Noël mentionne dans son ouvrage de 2008 une famille noble de Courcelles demeurant dès le XVIe siècle au village de Pimelles (commune limitrophe de Tanlay et Paisson). Par un faisceau d'indices, l'auteur présente cette famille comme issue des seigneurs de Saint-Liébault et coseigneurs de Tanlay et plus particulièrement d'un bâtard de cette maison. 

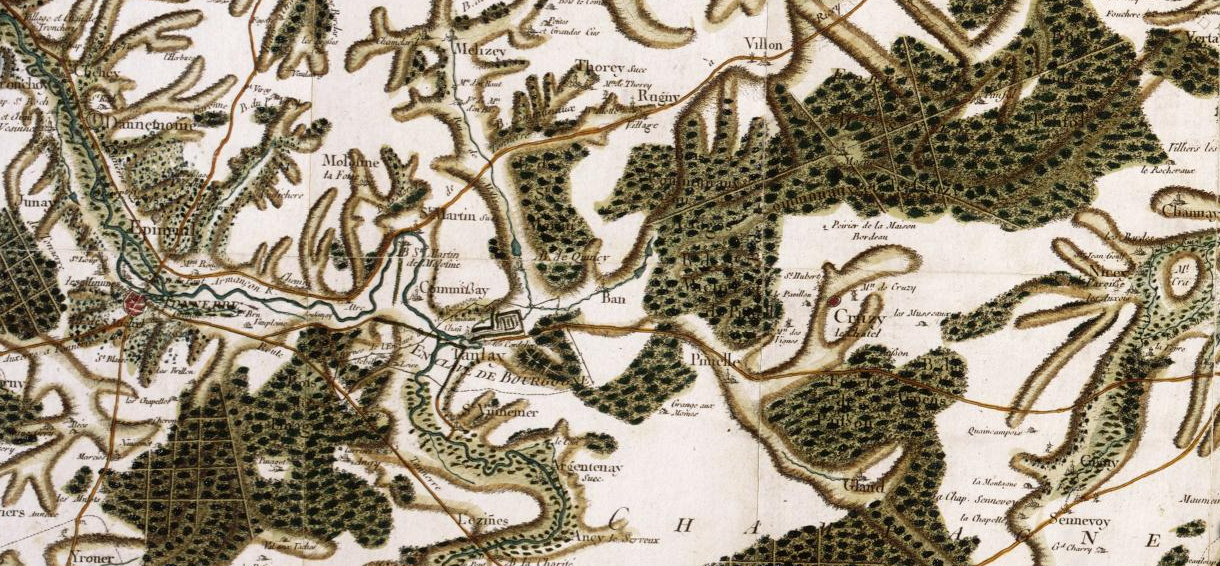
Carte de Cassini montrant l'emplacement des villages de Tanlay, Pimelles, Rugny, Saint-Vinnemer et Paisson au XVIIIe siècle.

En 2024, le même auteur présente lors d'une conférence sur un nouvel ouvrage consacré à la comtesse de Tonnerre Louise de Clermont, la découverte d'un document confortant l'hypothèse qu'un bâtard de la maison de Courcelles vint s'établir dans le village limitrophe des seigneuries de sa famille au début du XVIe siècle. Cette transaction datée de 1515 concerne l'achat de vignes à Pimelles par un membre de cette maison inconnu des généalogistes et fils naturel probable du seigneur de Tanlay et de Saint-Liébault, Philippe de Courcelles († 1518), lieutenant du gouverneur de Champagne en 1501. En effet, "Noble Personne Philippe de Courcelles, archer des ordonnances du roi en la compagnie du gouverneur de Champagne" acquiert des religieux de l'Abbaye Saint-Michel de Tonnerre, 4 arpents de vignes sur la côte du Vau-Chevalier "finage et justice de Pimelles". Le Vau-Chevalier fut un fief situé proche du manoir Renaissance des Courcelles de Pimelles.

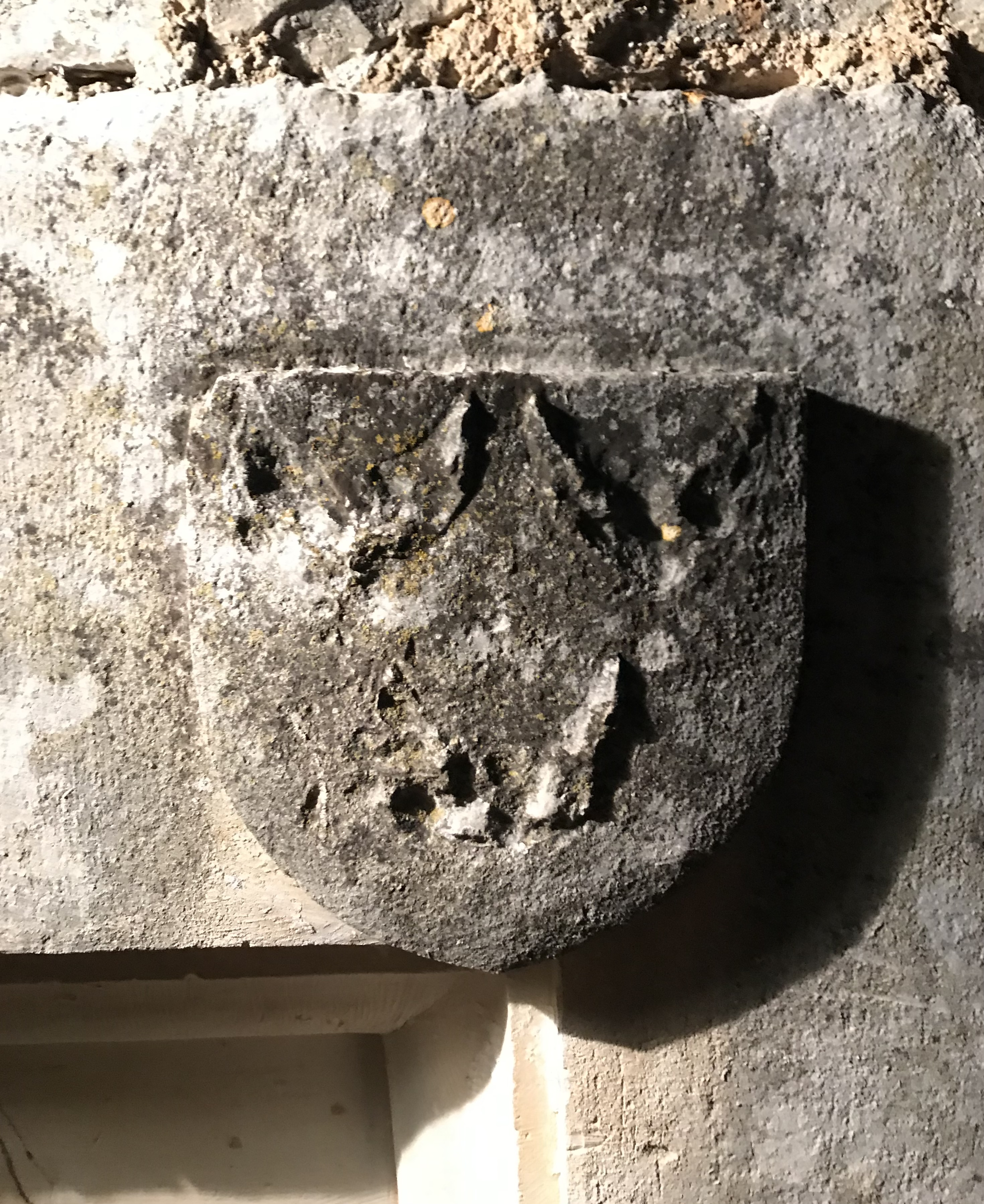
Blason présent sur le linteau d'entrée du manoir de Pimelles

Cette famille possédait des biens à Pimelles, Paisson et Tronchoy ainsi qu'un manoir en la rue Basse de Pimelles dont le linteau de porte d'entrée est orné d'un blason à trois croissants décrit en 1855 comme "un petit castel aujourd'hui inhabité; construction pittoresque datant du XVIe siècle". Mentionnée en juin 1624 comme héritière à Pimelles d'un homme nommé Edme de Courcelles, elle semble être issue d'Edme de Courcelles († avant 1577), marié à Damoiselle Françoise de Barizy (veuve puis remariée à Olivier Duhommet, écuyer). Ses membres figurant comme nobles mais désargentés possédaient encore des biens à Pimelles en 1689.
À cette famille appartenaient, Jacques de Courcelles, écuyer demeurant à Pimelles, mentionné en 1605 et 1624, marié à Damoiselle Anne de Carrefort. Mais aussi Françoise (1611-1691) et Nicole de Courcelles, nièces du précédent et « filles et héritières seules et pour le tout de défunt Jean de Courcelles, écuyer, sieur du Tronchoy en partie et de demoiselle Claude d’Anstrude, leurs père et mère » qui font hommage le 25 novembre 1635 à Charles Henri comte de Clermont-Tonnerre « à cause de la 28e partie du fief du Tronchoy que possédaient les dits défunts », ainsi que Claude de Courcelles, cousine des précédentes et fille de défunt Claude de Courcelles, écuyer, seigneur en partie du Tronchoy et de Roberte d’Anstrude, sa veuve, mariée par contrat du 3 décembre 1638 à Guy Ferron, écuyer.

Blason de Nicole de Courcelles († 1663), mariée en 1642 à Jean de Channe

Nicole de Courcelles († 1663), dame du Tronchoy (mentionnée ci-dessus) fut mariée le 25 février 1642 à Jean de Channe, écuyer, descendant de la famille de Chamigny, seigneurs de Tanlay. En effet, par sa grand-mère maternelle Aliénore de L'Escluse, dame des fiefs de Passy et Laignes à Tanlay et Saint-Vinnemer, Jean de Channe avait pour trisaïeule Françoise du Blond (fille d'Antoine et d'Ysabeau de Carrefort) épouse de Pierre de L'Escluse, cousine germaine et cohéritière d'Edme de Courcelles, seigneur de Tanlay en 1534. Le blason « d'or à trois croissants de gueules » de Nicole de Courcelles, dame du Tronchoy, figure dans les preuves de noblesse de son arrière-petit-fils Georges Philippe Léon de Channe (1729-1801), chevalier de Saint-Louis (milieu du XVIIIe siècle).
On trouve dans les Dossiers bleus du Cabinet des titres une ébauche généalogique de cette famille, la reliant à Edme de Courcelles, seigneur de Saint-Liébault et coseigneur de Tanlay, mort en 1534.
La généalogie de cette famille est en partie établie du XVIe siècle au XVIIIe siècle.

## La famille de Courcelles et la coseigneurie de Tanlay
Arrivée en possession de la famille de Courcelles vers 1470 à la suite du mariage de Philiberte de Chamigny, dame en partie de Tanlay, et de Philippe de Courcelles Saint-Liébault, Tanlay restera la terre des seigneurs de Saint-Liébault jusqu'en 1534. En 1506 et 1533 deux des enfants de Philiberte de Chamigny, Georges et Catherine de Courcelles, étant morts sans postérité, leur portion dans la seigneurie de Tanlay échut à leur frère Edme de Courcelles. Ce dernier étant aussi mort sans postérité, sa succession revint pour un tiers à Claude des Essarts, baron de Sautour, son cousin germain, et pour deux tiers aux descendants de Pierre de Chamigny, seigneur de Tanlay (arrière-grand père d'Edme de Courcelles) à savoir : 
• Catherine de Beaujeu-Montcoquier, veuve de Louis de Salazar et petite-fille de Catherine de Chamigny (fille de Pierre de Chamigny), héritière pour un tiers de la succession d'Edme de Courcelles dont un tiers des terres de Tanlay, Paisson, Saint-Vinnemer.
• Françoise du Blond mariée à Pierre de L'Escluse, petite-fille de Catherine « bâtarde » de Pierre de Chamigny, héritière pour un tiers des terres de Tanlay, Paisson et Saint-Vinnemer.
• Isabeau et Marguerite de Chamigny filles de Jean de Chamigny, écuyer (fils de Pierre de Chamigny), héritières pour un tiers des terres de Tanlay, Paisson et Saint-Vinnemer.

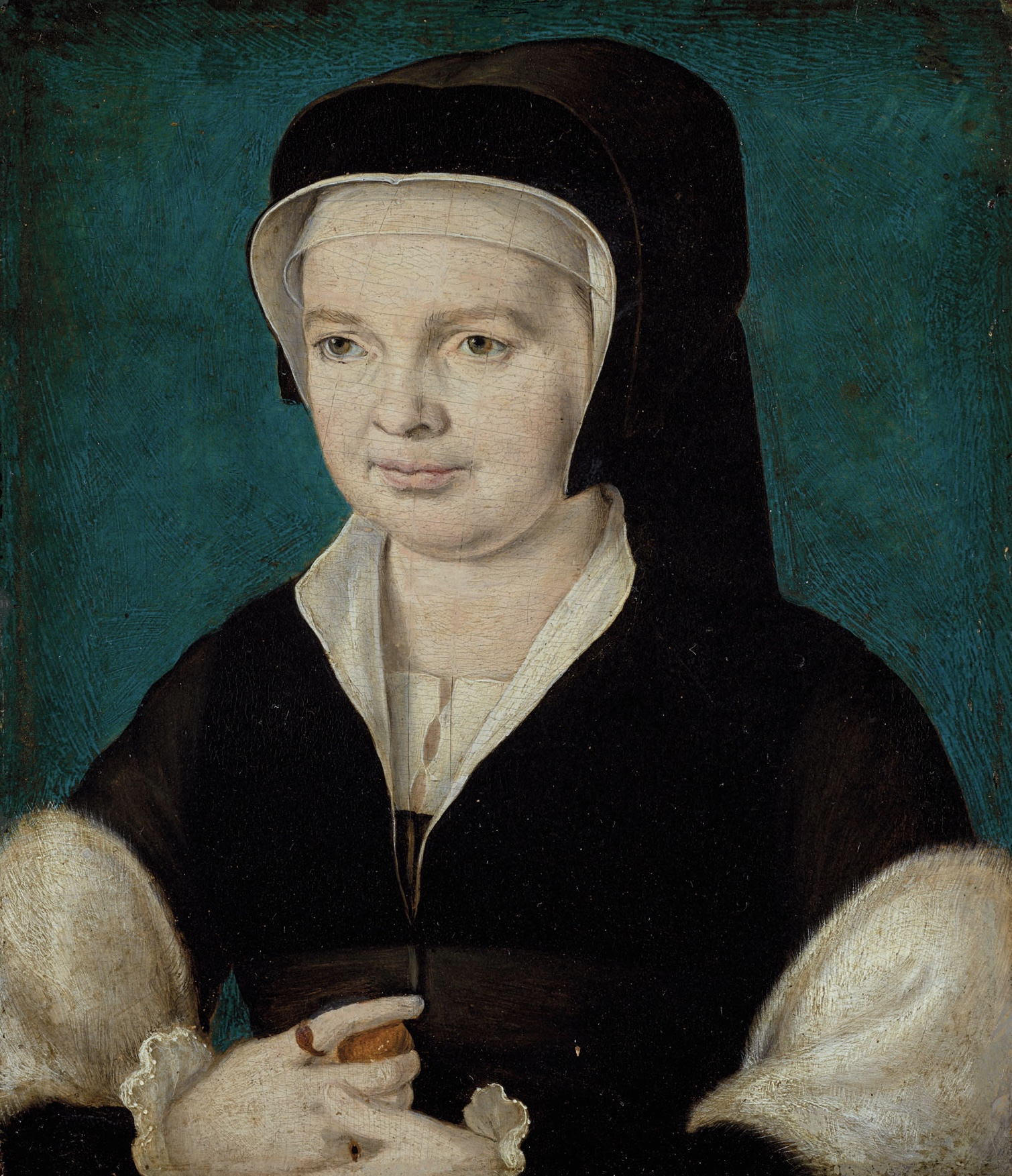
Louise de Montmorency (1490-1547) acquit en 1535 de Catherine de Beaujeu-Montcoquier la seigneurie de Tanlay

Claude des Essarts ne figure pas comme héritier de la terre de Tanlay malgré le codicille au testament d'Edme de Courcelles. En 1886, Eugène Lambert dans Recherches historiques sur Tanlay écrit : « Nous ne trouvons pas trace des légitimes revendications que Claude des Essarts était en droit d'exercer, en vertu du codicile de 1533. Peut-être fut-il mis en possession, par suite d'un accord, des seigneuries de Saint-Liébaut et Thuisy ? Nous le croyons volontiers, car ses fiefs ne figurent plus parmi les biens dont on doit opérer le partage. ».
En 1534, les dames de Chamigny et du Blond vendent leurs parts à Louise de Montmorency (cousine par alliance d'Edme de Courcelles), veuve de Gaspard de Coligny, seigneur de Châtillon-sur-Loing, maréchal de France. Dès le 6 janvier 1535, la maréchale de Châtillon engage des démarches pour acquérir le tiers restant de la seigneurie de Tanlay de Catherine de Beaujeu-Montcoquier, qui entre-temps avait essayé de débouter les autres cohéritières de la succession se revendiquant unique héritière des terres d'Edme de Courcelles prétextant pour Françoise du Blond, que son aïeule paternelle était bâtarde et pour les dames de Chamigny qu'elles semblaient être nées hors mariage, leur père Jean de Chamigny ayant enlevé leur mère Henriette de Crux d'un monastère.

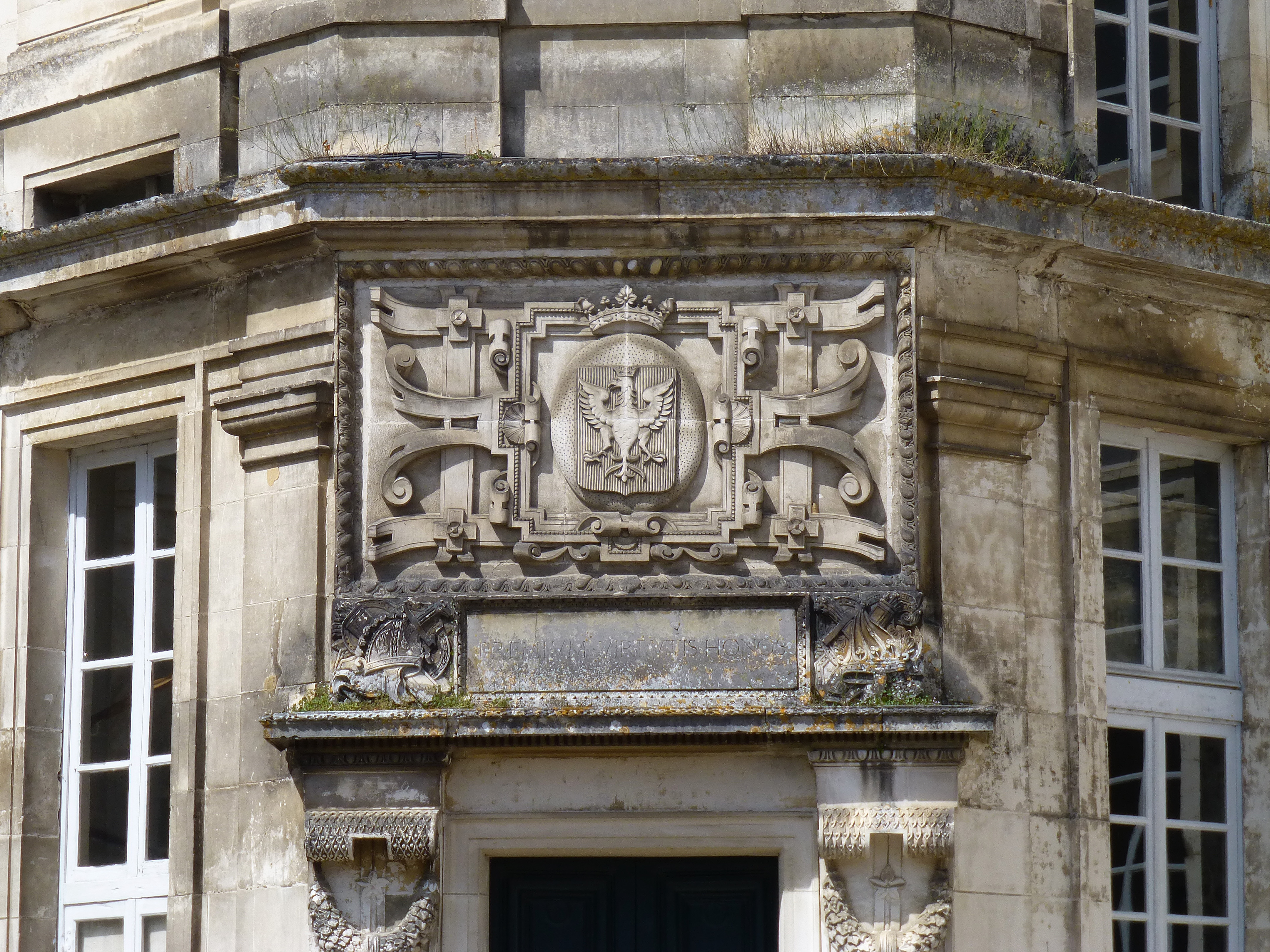
Armes de la famille de Coligny au château de Tanlay.

Un accord entre les parties est finalement trouvé le 3 avril 1535, devant les notaires Trouere et Payen du Châtelet de Paris , la dame de Beaujeu s'accorde à céder sa part sur lesdites terres avec une partie de la terre de Sennevoy-le-Haut (acquise par le seigneur de Tanlay avant sa mort) et le château de Tanlay estimé pour l'occasion 7 500 livres tournois, après liquidation de la succession du seigneur de Tanlay. Pour effectuer cette liquidation, la maréchale de Châtillon s'engage à faire venir à Paris, en l'hôtel de François Le Fèbvre, avocat en la cour du Parlement, chacune des parties.
Le 21 novembre 1546, après un premier hommage survenu en 1536, Louise de Montmorency nomme comme procureur Jean, bâtard de Courcelles pour rendre hommage en son nom des seigneuries de Tanlay et Paisson au prince François d'Orléans. À la mort de sa mère, François de Coligny d'Andelot héritera de Tanlay et débutera en 1550 la construction d'un nouveau château sur les fondations de l'ancien château des Courcelles.

## Armes
En 1386, on trouve pour la première fois sur une quittance le sceau de Jean de Courcelles, valet servant de l'écuelle du duc de Bourgogne qui est décrit ainsi « son sceau porte comme trois croissants », il apparait de nouveau sur des quittances datées de 1387 (comme valet servant du duc), de 1391 (comme panetier du duc) et de 1392 (comme panetier du duc) etc... pour chaque document il est indiqué que ses armes comportent « Trois croissants ». En 1434 on retrouve son sceau pour un aveu du manoir de Courcelles et de treize masures à Courcelles-sur-Seine qui est un écu à « Trois croissants sur un champ de rinceaux, penché, timbré d'un heaume, cimé d'un croissant dans un vol, supporté par deux lions ».
Dans son Armorial rédigé vers 1450, Gilles Le Bouvier donne les armes de « Ceulx de Courcelles » en Champagne, qui sont « D’argent, à trois croissants de gueules ; les cornes tournées à dextre et posées : 1 à senestre en chef, 1 à dextre au flanc de l’écu, 1 en pointe à senestre »,.
On retrouve ces armes pour « Messire Jehan, seigneur de Courchelles » dans un recueil d’armoiries du début du  XVIe siècle contenant l’Armorial colorié de la cour amoureuse de Charles VI ainsi que dans un recueil de la Chambre des comptes de Bourgogne de la fin du XVIIIe siècle toujours pour « Jean de Courcelles, écuyer panetier dudit duc » (1392).

En novembre 1645, Monsieur de Serre, secrétaire du roi est à la recherche de titres sur la famille de Courcelles auprès de Madame de Montigny et d'Isaac de Labadie, seigneur de Bouderenaud époux de Gabrielle de Tusseau, dame de Sautour et descendante de Claude des Essarts, héritier d'Edme de Courcelles en 1534. Dans une lettre adressée au cabinet de M. d'Hozier concernant ses recherches, le secrétaire du roi mentionne qu'il avait fait parvenir autrefois à M. d'Hozier un « petit mémoire généalogique » sur la maison de Messieurs de Neuville, un passage de ce mémoire rédigé dix ans plus tôt, en 1635,, dresse un intéressant descriptif des armoiries de la famille de Courcelles encore visibles à cette date à Chennegy :
« La maison de Courcelles, ancienne et riche possedoit en ces quartiers de belles terres comme Tanlay, St Liébault, Courcelles, Chennegy, Neuville et dépendances. Philippe de Courcelles [l'auteur le confond avec son père Pierre] étoit seigneur de Saint-Liébault et Chennegy il y a plus de six-vingt ans [120 ans] et se voient en l'église de Chennegy ses armes et celles de sa femme qui sont celles de Melun brisées sur le chef d'un lion naissant de gueules. Les armes de Courcelles sont d'argent à trois croissants montants de gueules. Jacques de Courcelles, chevalier de Malte est aussi représenté es vistres de l'église avec sa sopraveste chargée de ses armes brisées de celles de Saint-Jean de Hiérusalem de Malte, elles se voyent aussi en la chapelle du Hayer et de plus Jean de Courcelles et sa femme [Marguerite de Fontenay] qui portoit de sable à un léopard lionné d'argent semé de trèfles du même. »
— Monsieur de Serre, 1635, Mémoire sur la famille d'Auquoy, Cabinet d'Hozier n°19.

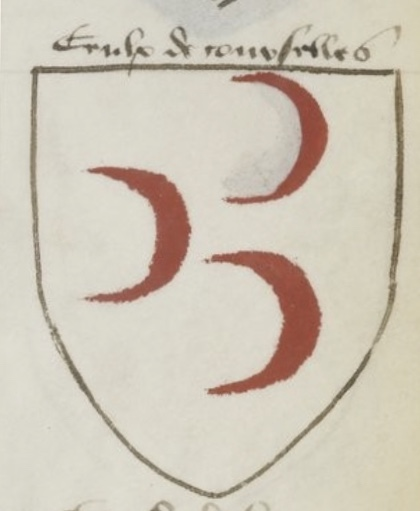
« Ceulx de Courselles », blason présent dans l'Armorial de Gilles Le Bouvier (vers 1450)
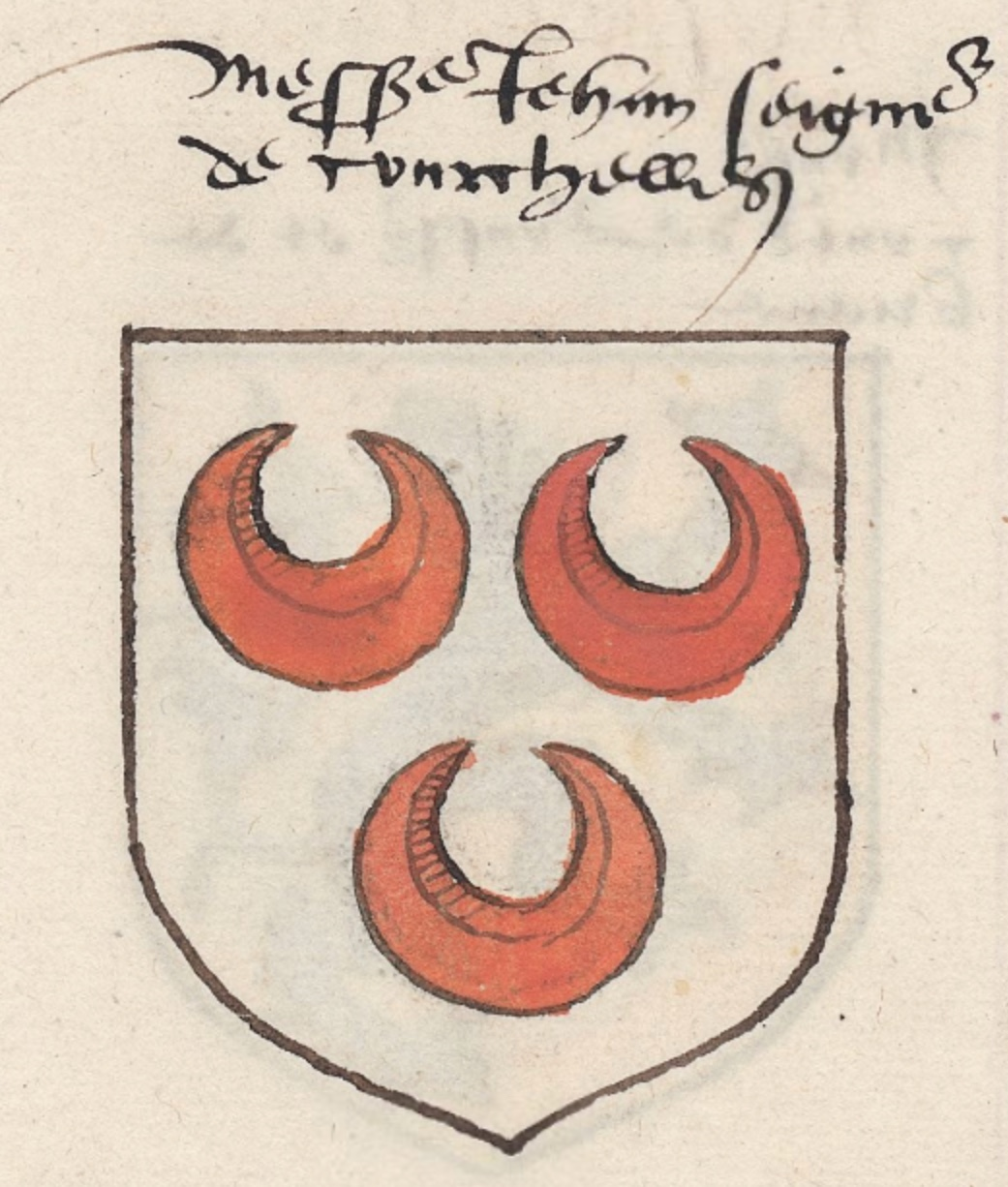
« Messire Jehan, seigneur de Courchelles » Armorial de la cour amoureuse du roi Charles VI par Jacques Le Boucq (XVIe siècle)
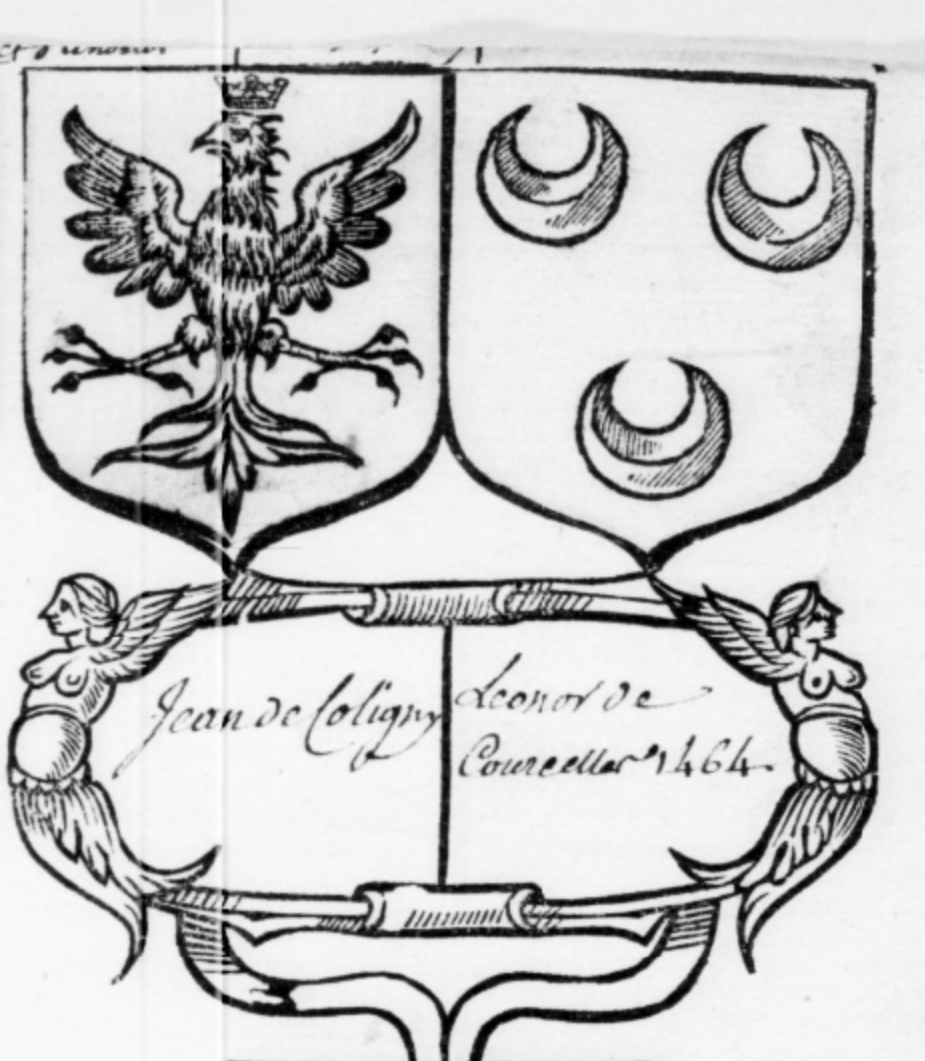
Blasons de Jean de Coligny et d'Éléonore de Courcelles
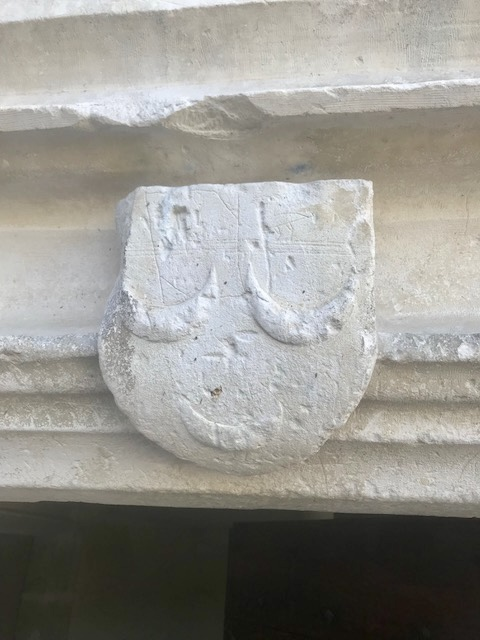
Blason de la famille de Courcelles sur le linteau d'entrée du manoir de Saint-Vinnemer.

À partir du début du XVIe siècle On trouve dans l'Aube les armes « d'argent à trois croissants de gueules »  dans différents monuments :
- À Troyes, sur un vitrail de l'abbaye Notre-Dame-aux-Nonnains (où elles étaient écartelée d'azur à sept besans d'argent ou d'or appâli au 4 et 3, au chef d'or chargé comme d'un cerf issant de gueules qui est de Melun) et gravées en armes pleines à la porte du logis abbatial pour l'abbesse Catherine de Courcelles († 1519)[100].

- À Troyes, sur un vitrail de la cathédrale, pour Louis de Courcelles († 1514), chanoine de Troyes et archidiacre d'Arcis, fils de Pierre de Courcelles et Prégente de Melun [101],[100].

- À Chennegy, pour Pierre de Courcelles (accompagnées de celles de sa femme qui sont celles de la maison de Melun, brisées sur le chef d'un lion naissant de gueules) et pour Jacques de Courcelles, chevalier de Malte  et dans la chappelle du Hayer pour Jean de Courcelles[102].

- Dans l'église de Saint-Lyé (parti avec celles de la maison de Coligny) sur la dalle funéraire d'Eléonore de Courcelles († 1510), veuve de Jean de Coligny[103]

- Dans l'église de Saint-Liébault pour Edme de Courcelles († 1534)[104]

- Dans l'église de Dierrey-Saint-Julien[105].

Dans l'Yonne on retrouve aussi ces armes :
- Sur le linteau d'entrée du manoir de Saint-Vinnemer[106].

- Sur le portail de l'église de Ravières[107].

- Dans l'église de Rugny.

| Figure                          | Blasons famille de Courcelles (filiation présumée) |
| ------------------------------- | --- |
| Armoiries famille de Courcelles | Pierre de Courcelles « garde de la forêt de Neuville » (bailliage d'Orléans) en 1342 Un écu à « Trois croissants, supporté par deux oiseaux dans un quadrilobe » (on ne connait pas de sources indiquant les couleurs) Sceau sur une quittance de 40 livres sur les exploits de la forêt de Neuville délivrée le 24 novembre 1342 au receveur du bailliage d'Orléans.                                                    |
| Armoiries famille de Courcelles | Pierre de Courcelles« maître et enquêteur des eaux et forêts » à Rouen en 1366 Un écu à « Trois croissants, penché, timbré d'un heaume, cimé d'une tête de cerf, supporté par deux lions » (on ne connait pas de sources indiquant les couleurs) Sceau sur un ordre daté de Rouen du 2 février 1366 au verdier de la forêt de Rouvray de délivrer « 14 hêtres pour fûts de vireton et 20 trembles pour fûts de pavois ». |

| Figure                                               | Blasons famille de Courcelles (filiation certaine) |
| ---------------------------------------------------- | --- |
| Armoiries famille de Courcelles                      | Jean de Courcelles « écuyer, chevalier » 1386, 1434 Un sceau d'armes à « Trois croissants ». Sceau sur une quittance de 1386. Un écu à « Trois croissants sur un champ de rinceaux, penché, timbré d'un heaume, cimé d'un croissant dans un vol, supporté par deux lions » (les couleurs sont données par Gilles Le Bouvier dans son Armorial de 1450) Sceau sur un aveu à l'archevêque de Rouen d'un quart de fief de haubert, du manoir de Courcelles et de treize mesures en la même ville, septembre 1434.                       |
| Armoiries famille de Courcelles                      | Pierre de Courcelles « chevalier » 1452 Un écu à « Trois croissants, penché, timbré d'un heaume, cimé d'un croissant dans un vol, supporté par deux lions » Sceau sur un aveu à l'archevêque de Rouen d'un quart de fief de haubert en la paroisse de Courcelles, septembre 1452. |
| Blason de la Famille de Courcelles de Melun-La Borde | Pierre de Courcelles, chevalier, seigneur de Saint-Liébault et Prégente de Melun sa femme Catherine de Courcelles († 1519), abbesse (leur fille) « Écartelé : au 1er et 4e, d'argent à trois croissants de gueules (de Courcelles) ; au 2e et 3e, d'azur à sept besants d'or, placés 3, 3 et 1 (de Melun-La Borde), au chef d'or chargé d'un lion issant de gueules » Armes autrefois présentes sur les vitraux de l'église de Chennegy et de l'Abbaye Notre-Dame-aux-Nonnains de Troyes dont Catherine de Courcelles fut abbesse.   |
| Blason d'Éléonore de Courcelles                      | Éléonore de Courcelles († 29 juin 1510), épouse de Jean de Coligny, seigneur d'Andelot et de Châtillon « Mi-parti : au 1er, de gueules à l'aigle d'argent, couronnée, becquée et membrée d'azur (de Coligny), au 2d, d'argent à trois croissants de gueules (de Courcelles) » Ces armes sont encore présentes sur la dalle funéraire d'Éléonore de Courcelles dans l'église de Saint-Lyé. |
|                                                      | Jehanne de Courcelles (1535-14 juin 1608), inhumée en l'église de Rugny (Yonne) Ce blason entouré de rameaux d'olivier est gravé sur la dalle tumulaire de Jehanne de Courcelles en dessous de son épitaphe qui rappelle sa filiation : « (...) autrefois une damoyzelle qui descendoit des maisons de Courmaillon et de Saint Liebaut. S'apeloit Jehanne de Courcelles, et rehaussa de glorieuses vertus, le titre de sa noblesse. Elle passa de mort en vie, et de vie en gloire, l’an 1608, le 14 Juin, de son âge le 73 (...) ». |

Les sceaux de Jean de Courcelles et de son fils Pierre respectivement datés de 1434 et 1452 ont été moulés par Germain Demay au XIXe siècle,.

## Propriétés

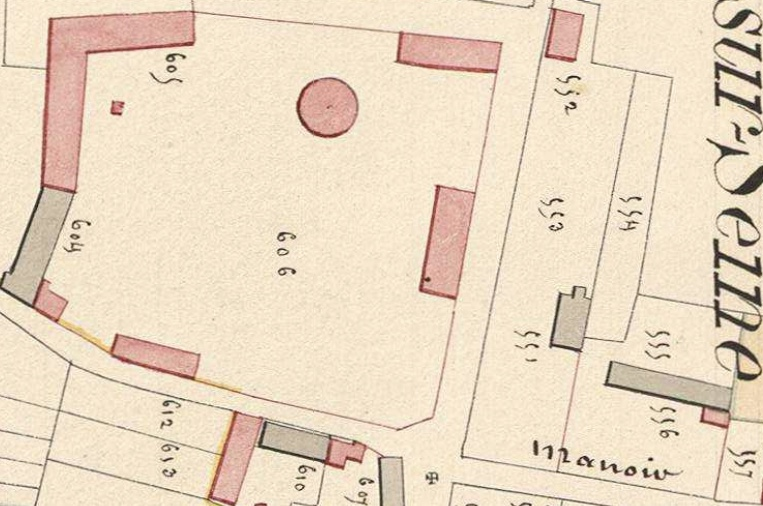
Manoir de Courcelles-sur-Seine (présent sur le cadastre de la ville de Courcelles vers 1830 et aujourd'hui disparu).
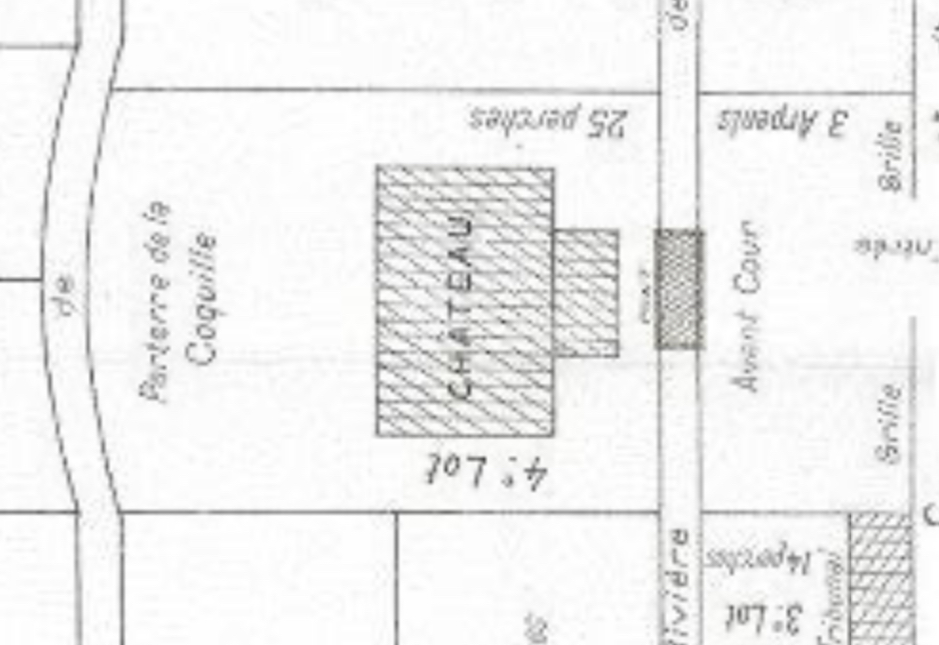
Plan du début du XIXe siècle montrant l'emplacement du château de Saint-Liébault[111].
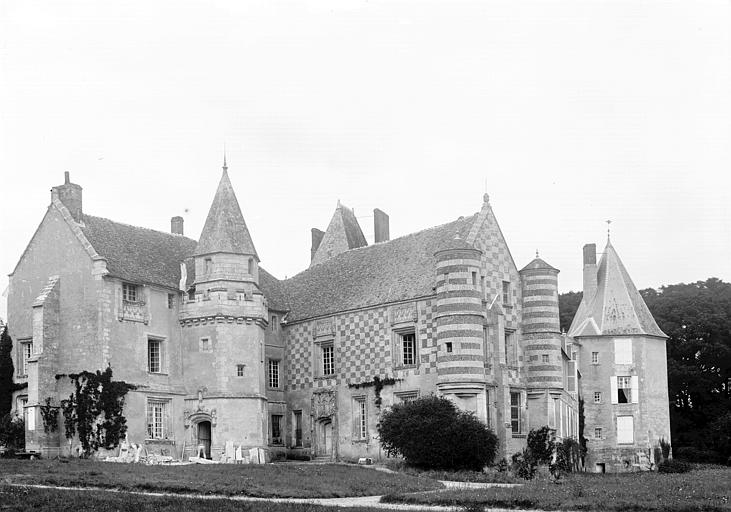
Château d'Alincourt : En 1488 Pierre Le Gendre, trésorier de France achète la terre d'Alincourt à Philippe de Courcelles
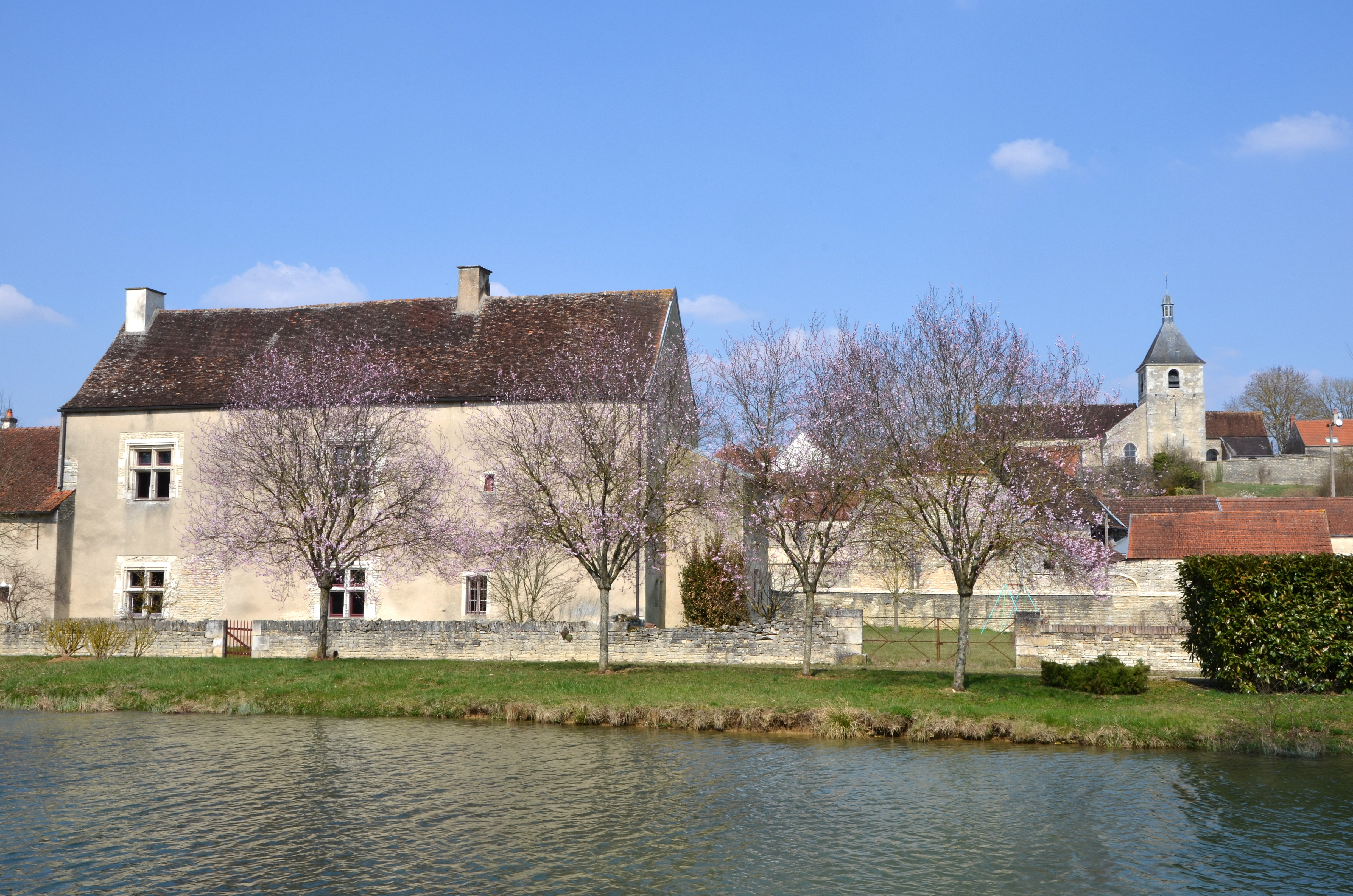
Manoir de Saint-Vinnemer (XVIe siècle) : Le manoir vu du canal.
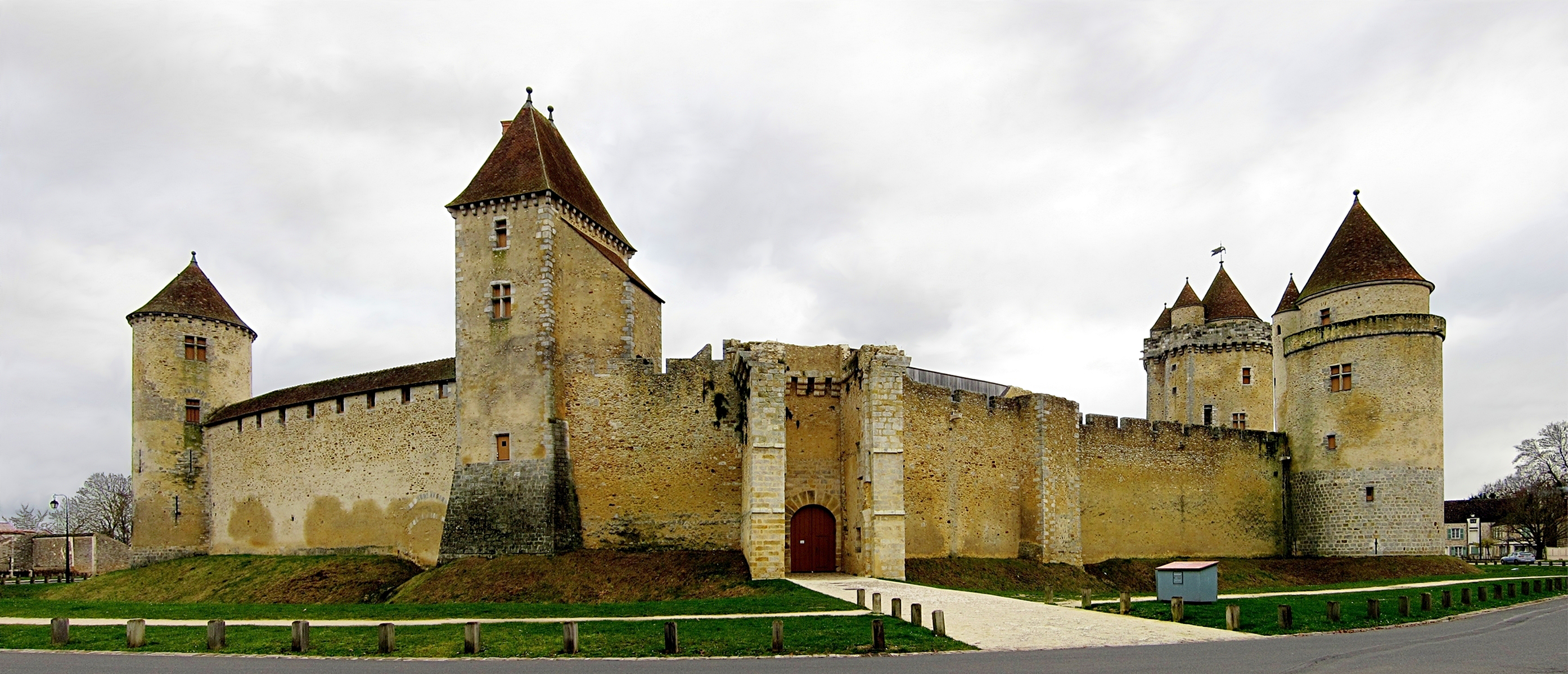
Château de Blandy-les-Tours confisqué au comte de Tancarville et donné au nom du roi Henri VI d'Angleterre à Jean de Courcelles qui le conservera jusqu'au départ des anglais vers 1435.

## Alliances
La famille de Courcelles s'allia notamment aux familles : de Fontenay (1395), de Chamigny, de Melun (1435 et 1438), de Doucigny, de Souplainville, de Ray, Ysoré, de Coligny-Châtillon (1464), de Damasetc.

## Famille Guillaume dite de Courcelles
Cette famille distincte de la famille de Courcelles et dont le nom originel est « Guillaume » est issue de Jacques Guillaume (mort avant 1577), vivant à Pimelles dans l'Yonne qui épousa Marguerite de Courcelles († après 1577). Leur descendance finit par substituer au nom « Guillaume » celui de « de Courcelles ». Au cours de l'année 1715, elle déposa des pièces relatives à la famille de Courcelles de Pimelles (mentionnée plus haut) et à Jean « bâtard de Courcelles », seigneur de Ravières en partie (fils ou frère d'Edme de Courcelles, seigneur de Tanlay et Saint-Liébault mentionné plus haut), auprès des généalogistes du roi.
Elle occupa notamment à Pimelles, Cruzy-le-Châtel et à Gigny des fonctions de procureur fiscal, receveur, juge de prévôté, lieutenant et procureur au bailliage, greffier, etc. L'un d'eux fit partie en 1674 des gardes du corps du roi et un autre fut en 1665 secrétaire et maitre de l'hôtel du lieutenant-général François de Clermont-Tonnerre. En 1711, cette famille fit édifier une chapelle en la rue Basse-de-Pimelles où furent inhumés au moins deux de ses membres.
À cette famille appartenaient :

Blason de Pierre de Courcelles, curé de Pimelles

- Suzanne de Courcelles, mariée en 1675 à Jacques d'Aumale, seigneur de Mareuil[113].
- Pierre de Courcelles († 7 juillet 1711)[114], curé de Pimelles et curé doyen de Rugny dont les armes qui figurent dans l'Armorial général de France de 1696 sont « D'azur à trois croissants d'argent rangés en chef et trois roses d'or rangées en pointe sommées chacune d'une colombe aussi d'or. »[115],[116](cet écu associe deux blasons présents sur le linteau d'entrée du manoir renaissance situé dans l'ancien domaine du « lieudict la rue Basse » de Pimelles, autrefois propriété de la famille de Courcelles à Pimelles au XVIe siècle)[4]. Alors curé de Molosmes, il fit ériger en 1673 l'autel de l'église de Saint-Martin-sur-Armançon dont le retable porte encore l'inscription latine : « Hoc altare érigendum curavit P de Courcelle, parochus melundensis 1673 »[117].
- Marie Louise Aimée de Courcelles (1765-1799), mariée en 1783 au comte Barthélémy-Charles de Dreux-Nancré, page de la reine Marie Antoinette, capitaine au Régiment Royal-Pologne cavalerie[118], d'où postérité éteinte à la fin du XIXe siècle.

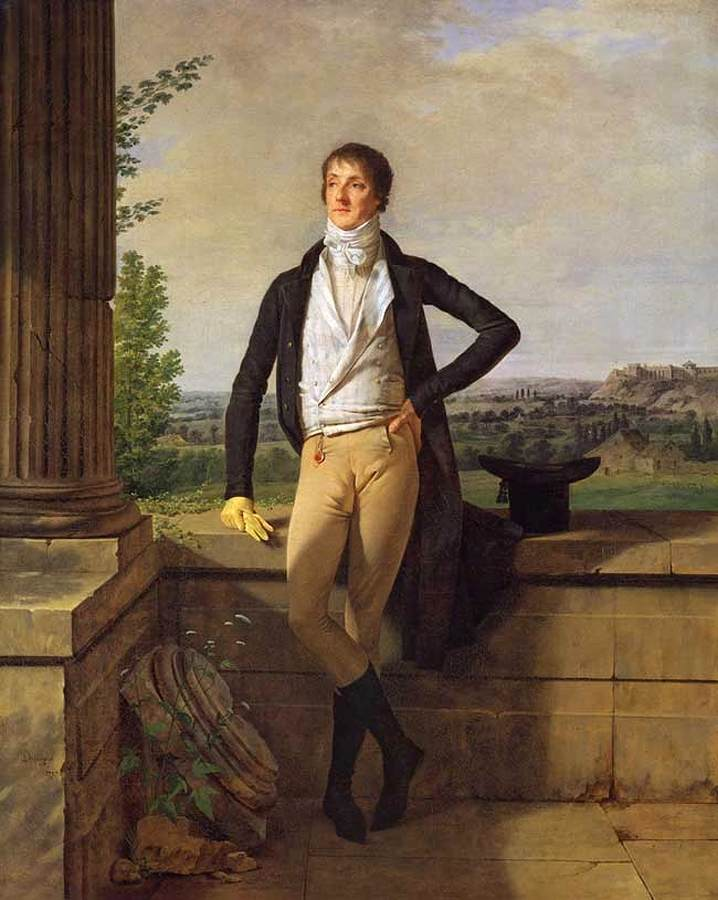
Barthélémy Charles, comte de Dreux-Nancré (1760-1863) marié à Marie-Louise Aimée de Courcelles (1765-1799).
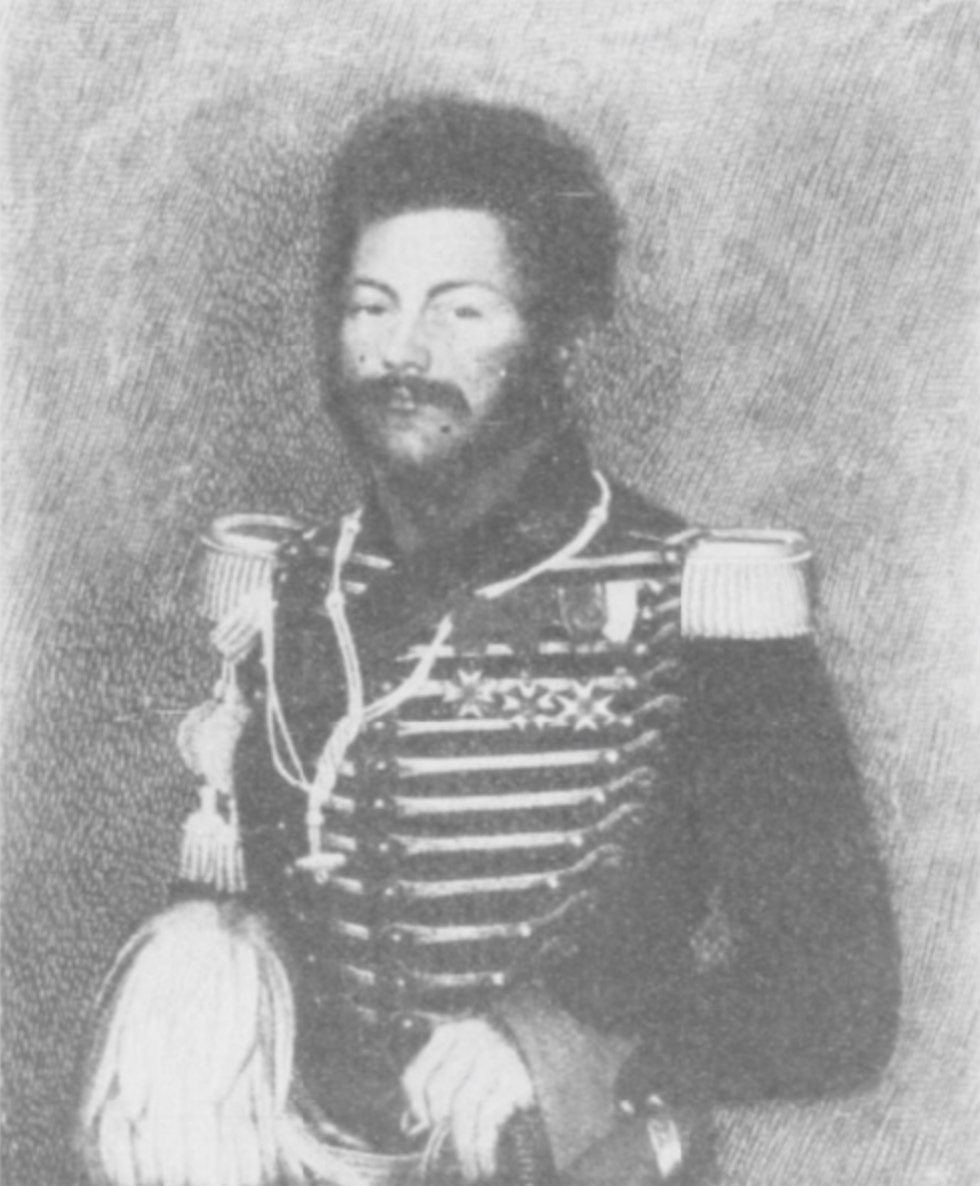
Hyacinthe, marquis de Dreux-Nancré (1787-1848), colonel du 11e régiment de dragons, fils de Marie-Louise Aimée de Courcelles.

## Pour approfondir